# Chiesa di Sant'Elena (Overton)
La chiesa di Sant'Elena si trova nel Church Grove a Overton nel Lancashire. È una chiesa parrocchiale Anglicana nel decanato di Lancaster e Morecambe, arcidiaconato di Lancaster, diocesi di Blackburn. La chiesa viene menzionata nel National Heritage List for England come un monumento di secondo grado.

## Storia
La parte più antica della chiesa risale al XII secolo. Nel 1771 venne in parte ricostruita, ottenendeo un presbiterio più grande della navata. Nel 1830 venne aggiunto un lungo transetto, dall'architetto William Coulthard. Un restauro della chiesa fu eseguito dagli architetti di Lancaster Austin e Paley nel 1902, quando rimossero l'intonaco dalle pareti, aggiunsero nuovi pavimenti, gradini e posti a sedere, ripararono il tetto e inserirono montanti in pietra in tre finestre.  Questo lavoro costò £ 650 (equivalente a £ 75.000 nel 2016). Durante il corso del restauro gli architetti hanno scoperto le fondamenta di un'abside molto più antico.

## Architettura
La chiesa di Sant'Elena è costruita in arenaria, con un tetto in ardesia. La pianta è costituita da una navata, un coro più ampio e un transetto nord contenente l'organo e una sagrestia. Sul lato ovest c'è una campana, sotto la quale si trova una semplice finestra a due aperture. Ci sono finestre simili sui lati nord e sud della navata e sulla parete sud del presbiterio. Sul lato sud della chiesa c'è un portale normanno, con intagli rovinati. Sopra la porta c'è una targa, anch'essa erosa. La finestra sul lato est ha un'arcata semicircolare con chiave di volta. Le finestre del transetto sono alte, con montanti e arcate arrotondate. All'interno della chiesa ci sono delle logge sul lato ovest e nel transetto. Sulla parete est vi sono i dipinti rappresentanti i Dieci Comandamenti e il Padre Nostro.Il pulpito, con la sua cassa armonica, risale al XVIII secolo. Il fonte battesimale in arenaria è ottagonale su base quadrata.

## Caratteristiche esterne
Nel cimitero, a sud della chiesa vi è il basamento di una croce in arenaria risalente al medioevo. Il cimitero ospita anche le tombe di un aviatore della prima guerra mondiale, un aviatore della seconda guerra mondiale e di una donna del women's royal english navy.